# Ökölvívás a 2003-as pánamerikai játékokon
Ökölvívás a 2003. évi pánamerikai játékokon
- Helyszín: Santo Domingo, Dominikai Köztársaság
- Időpont: 2003. augusztus 8–15.
- 11 versenyszámban avattak bajnokot.
- A küzdelmek egyenes kieséses rendszerben zajlottak, és mindkét elődöntő vesztese bronzérmet kapott.
- Az arany- és az ezüstérmesek kvalifikálták magukat az athéni olimpiára.

## Érmesek
| 2003. évi Pánamarikai Játékok ökölvívó érmesei |                                           |                                            |                                                                           |
| Versenyszám                                    | Arany                                     | Ezüst                                      | Bronz                                                                     |
| Szupernehézsúly                                | Jason Estrada (Amerikai Egyesült Államok) | Michel Lopez (Kuba)                        | Sébastian Ceballo (Argentína) Victor Bisbal (Puerto Rico)                 |
| Nehézsúly                                      | Odlanier Solís (Kuba)                     | Kertson Manswell (Trinidad és Tobago)      | Jason Douglas (Kanada) Devin Vargas Amerikai Egyesült Államok             |
| Félnehézsúly                                   | Ramiro Reducindo (Mexikó)                 | Yoan Pablo Hernández (Kuba)                | Edgar Muñoz (Venezuela) Argenis Casimiro (Dominikai Köztársaság)          |
| Középsúly                                      | Juan José Ubaldo (Dominikai Köztársaság)  | Yordanis Despaigne (Kuba)                  | Jean Pascal (Kanada) Alexander Brand (Kolumbia)                           |
| Váltósúly                                      | Lorenzo Aragon (Kuba)                     | Juan McPherson (Amerikai Egyesült Államok) | Euris González (Dominikai Köztársaság) Alfredo Angulo (Mexikó)            |
| Kisváltósúly                                   | Patrick López (Venezuela)                 | Isidro Mosquera (Dominikai Köztársaság)    | Juan de Dios Navarro (Mexikó) Marcos Costa (Brazília)                     |
| Könnyűsúly                                     | Mario Kindelán (Kuba)                     | Alexander de Jesus (Puerto Rico)           | Manuel Felix Diaz (Dominikai Köztársaság) Franciso Javier Vargas (Mexikó) |
| Pehelysúly                                     | Likar Ramos Concha (Kolumbia)             | Aaron Garcia (Amerikai Egyesült Államok)   | Jonathan Batista (Dominikai Köztársaság) Yosvani Aguilera (Kuba)          |
| Harmatsúly                                     | Guillermo Rigondeaux (Kuba)               | Abner Mares (Mexikó)                       | Andrew Kooner (Kanada) Johny Perez (Kolumbia)                             |
| Légsúly                                        | Yuriorkis Gamboa (Kuba)                   | Juan Carlos Payano (Dominikai Köztársaság) | Raúl Hirales (Mexikó) James Pereira (Brazília)                            |
| Papírsúly                                      | Yan Barthelemí (Kuba)                     | Carlos José Tamara (Kolumbia)              | José Jefferson Perez (Venezuela) Raúl Castañeda (Mexikó)                  |